# Безитрамід
Безитрамід (англ. Bezitramide — синтетичний опіоїдний анальгетик. Безитрамід є проліками, які легко гідролізуються в шлунково-кишковому тракті до активного метаболіту деспропіоніл-безитраміду. Безітрамід був уперше синтезований у лабораторії компанії «Janssen Pharmaceutica» в 1961 році, найпоширенішою торговою назвою препарату є «Бургодин».
Препарат було вилучено з аптечної мережі в Нідерландах у 2004 році після смертельних випадків передозування, включно з випадком, коли п'ятирічна дитина взяла одну таблетку з сумочки своєї матері, з'їла її, і одразу померла.
Безитрамід регулюється майже так само, як і морфін майже у всіх країнах і територіях, і є речовиною списку ІІ згідно із законом США про контрольовані речовини 1970 року з ACSCN 9800 і нульовою річною квотою на виробництво. Станом на травень 2021 року він ніколи не був у продажі в США.